# Rue de Varenne
la rue de Varenne è una strada del VII arrondissement di Parigi, nel Quartier des Invalides.
Lunga 930 metri, vi si trovano molti edifici governativi, tra cui l'Hôtel Matignon (sede del Primo ministro francese) e l'Hôtel de Villeroy (sede del Ministero dell'agricoltura).
Al N. 47 si trova l'Hôtel de Boisgelin, sede dell'Ambasciata d'Italia a Parigi.
Al N. 77 si trova il Musée Rodin, dedicato allo scultore Auguste Rodin. 
L'origine del nome è controversa, ma deriva probabilmente da "varenne" (o "garenne"), terreno incolto ricco di selvaggina e dunque usato come riserva di caccia (XVI secolo). 
In ogni caso, non commemora il luogo dove Luigi XVI venne arrestato durante la sua fuga a Varennes del 20-21 giugno 1791.
Il celebre trottatore italiano Varenne prende il nome da questa strada.